# The Larry Sanders Show
The Larry Sanders Show é uma sitcom estadunidense. Estrelada por Garry Shandling, Jeffrey Tambor e Rip Torn, apresenta celebridades interpretando versões paródicas de si mesmas durante um talk show e em seus bastidores. Foram exibidas seis temporadas na rede de televisão a cabo HBO de 15 de agosto de 1992 a 31 de maio de 1998.
O programa tem como raízes o stand-up de Shandling, sua experiência como apresentador no The Tonight Show e sua comédia anterior, It's Garry Shandling's Show. O programa teve uma influência marcante e duradoura na HBO, bem como em programas de televisão nos EUA e no Reino Unido, como Curb Your Enthusiasm (também exibida na mesma rede), 30 Rock e The Office.
O programa recebeu aclamação universal da crítica e é frequentemente considerado uma série influente e marcante. Ficou em 38º lugar entre os 50 melhores programas de TV de todos os tempos do TV Guide, a única comédia da HBO a fazer parte da lista, e também foi considerado pela revista Time como um dos "100 melhores programas de TV de todos os tempos". O programa ganhou 24 prêmios, incluindo três Primetime Emmy Awards.

## História

### Origens
De meados da década de 1980 até o final da década de 1990, uma série de comediantes estadunidenses obtiveram sucesso em talk shows em redes de televisão aberta, incluindo Bill Cosby, Roseanne Barr, Richard Lewis, Jerry Seinfeld, Tim Allen, Paul Reiser, Tom Arnold, Brett Butler, Ellen DeGeneres, Drew Carey e Ray Romano. Garry Shandling seguiu um caminho um pouco diferente com as sitcoms da rede a cabo The Larry Sanders Show e seu precursor It's Garry Shandling's Show.
Em It's Garry Shandling's Show, Shandling faz uso da técnica de quebra da quarta parede. Ele se dirige para as pessoas no estúdio, para o público e outros atores, muitas vezes em rápida sucessão. Em ambos os programas, celebridades convidadas aparecem como elas mesmas e Shandling essencialmente interpreta a si mesmo: uma estrela de um programa de televisão e comediante de stand-up com uma "persona e ritmo cômico" distintos. Shandling disse, em uma entrevista ao Entertainment Weekly, "a ideia de fazer algo sobre um apresentador de talk show surgiu de um episódio de It's Garry Shandling's Show... Eu pensei que poderia fazer o talk show parecer muito real para que o público comprasse aquele papel e então lentamente os sugasse para a realidade da vida assim que Larry fosse para trás da cortina."
Em 1981, Shandling realizou uma série de aparições no The Tonight Show e posteriormente tornou-se um convidado regular. Ele também começou a aparecer como apresentador convidado e, em 1986, substituiu Joan Rivers como "apresentador convidado permanente". Foi considerado um sucessor possível, embora improvável, de Johnny Carson. Depois que Jay Leno substituiu Carson em 1992, foi oferecido a Shandling seu próprio talk show noturno, mas ele preferiu criar "um programa sobre um talk-show", o The Larry Sanders Show.

### Escrita e produção
The Larry Sanders Show é uma sátira do show business que mistura fato com ficção. Apresentava celebridades interpretando versões paródias de si mesmas durante e após um talk show. Por exemplo, no episódio final, Larry entrevista Sean Penn que, assim que chegam ao intervalo comercial, fofoca livremente sobre a atuação de Shandling, sua insegurança e o comportamento da esposa Robin Wright no estúdio de Hurlyburly. Os roteiros muitas vezes chocam ao parecerem mostrar a malícia do convidado ou a diferença entre suas personalidades "públicas" e privadas.
Palavras de baixo calão são usadas no programa, embora não frequentes, com os roteiristas aproveitando a liberdade permitida pela HBO. Isso abriu caminho para programas subsequentes da HBO, como Oz, The Sopranos e Deadwood. De acordo com Peter Tolan, os primeiros episódios também foram gravados com linguagem adequada para transmissão livre até meados da segunda temporada.
O prograna usou videotape. As cenas dos bastidores foram filmadas, muitas vezes usando câmeras portáteis, em estilo documentário. Quatro câmeras de vídeo gravaram o talk show, proporcionando uma imagem melhor e menos granulada, e permitindo distinguir facilmente dos bastidores. O talk show era encenado com música, iluminação e cenografia realistas. Foi gravado na frente de um público real de estúdio ao vivo durante a primeira temporada e, ocasionalmente, durante os episódios posteriores.
A sitcom criou alguns bordões. O mais comum era "Hey now", frase que Hank repete nos créditos de abertura do talk show fictício e sempre que cumprimenta alguém. Ele reflete o bordão "Hi-yo" usado por Ed McMahon (companheiro do The Tonight Show), em quem Hank Kingsley foi baseado.

## Equipe

### Diretores
O programa teve um total de treze diretores. Ken Kwapis dirigiu a maior parte da primeira temporada, incluindo o piloto, e contribuiu para o estilo visual da série. Mais tarde, dirigiu episódios da versão estadunidense de The Office, incluindo também o piloto. Todd Holland dirigiu 51 episódios abrangendo todas as seis temporadas. Shandling dirigiu três episódios da temporada final. Roy London dirigiu dois episódios e recebeu um "agradecimento especial" nos créditos de cada episódio por sua influência na sitcom.

## Recepção

### Crítica
Muitos críticos o consideraram um dos maiores programas de televisão de todos os tempos. Metacritic, que usa uma média ponderada, dá ao programa uma pontuação de 95 em 100 com base em 69 críticas, indicando "aclamação universal". Doug Elfman do Chicago Sun-Times disse: "É simplesmente uma das melhores comédias de todos os tempos." Ivan Morales a chama de "a maior comédia da HBO de todos os tempos". Brooke Allen, no New York Times, chamou-a de "uma série de comédia tão engraçada e picante que faz Seinfeld parecer positivamente insípida". Mark Monahan do The Telegraph chamou-o de "muito próximo da perfeição cômica".

### Influência
Apesar de atrair um público pequeno, The Larry Sanders Show tem sido influente. Ajudou a estabelecer a reputação da HBO em programas de qualidade e influenciou séries subsequentes com temas satíricos dos bastidores do show business, como 30 Rock, The Showbiz Show with David Spade,  Extras, Studio 60 on the Sunset Strip e entre outras.
A inovação mais significativa do programa está nas celebridades interpretando a si mesmas, além do uso de convidados famosos, a falta de risadas de fundo e sua comédia de constrangimento. A atuação de Shandling é um precursor da de Larry David em Curb Your Enthusiasm e Ricky Gervais (The Office, Extras). Gervais disse para Variety que ele foi fortemente influenciado pela série e que "isso me ensinou que personagens imperfeitos podem ser vistos compulsivamente." Armando Iannucci disse que sua sátira política, The Thick of It, se esforçou para misturar comédia e autenticidade de maneira semelhante a The Larry Sanders Show.
Matt Zoller Seitz escreveu no Time Out Los Angeles que introduziu na televisão a técnica cinematográfica de "andar e falar", onde a câmera segue os atores enquanto eles se movem. Mais tarde, isso se tornou uma parte importante do estilo de The West Wing e ER. O programa também pode ser visto como um exemplo distorcido de reality show porque o retrato da produção do talk show é muito convincente.